# Streepstaartxenops
De streepstaartxenops (Xenops tenuirostris) is een zangvogel uit de familie Furnariidae (ovenvogels).

## Verspreiding en leefgebied
Deze soort komt voor in het Amazonegebied en telt drie ondersoorten:
- X. t. acutirostris: van zuidoostelijk Colombia, zuidelijk Venezuela en Guyana tot oostelijk Ecuador en noordoostelijk Peru.
- X. t. hellmayri: Suriname, Frans-Guyana en extreem noordelijk Brazilië.
- X. t. tenuirostris: zuidoostelijk Peru, noordelijk Bolivia en westelijk Brazilië.

## Status
De grootte van de populatie is niet gekwantificeerd maar de soort wordt omschreven als schaars. Op de Rode lijst van de IUCN heeft deze soort de status niet bedreigd.